# Gene Stupnitsky
Gene Stupnitsky (Kiev, Unión Soviética, 26 de agosto de 1977) es un escritor y productor de cine y televisión estadounidense nacido en Ucrania. Creció en los suburbios de Chicago. Suele trabajar con Lee Eisenberg, con quien fundó Quantity Entertainment. De 2005 a 2010 se desempeñó como escritor, director y productor de la comedia de situación de NBC The Office, por la que obtuvo tres nominaciones al premio Primetime Emmy. También se desempeñó como cocreador, escritor y productor de la serie de comedia de HBO Hello Ladies (2013-2014). En 2023 cocreó Jury Duty con Eisenberg.
Stupinitsky es conocido por su trabajo en películas de comedia de Hollywood, escribiendo Año Uno (2009) y Bad Teacher (2011) y dirigiendo Chicos buenos (2019) y No Hard Feelings (2023).

## Temprana edad y educación
Stupnitsky nació en Kiev, RSS de Ucrania, Unión Soviética (actual Kiev, Ucrania) de padres judíos. Asistió a la escuela secundaria Stevenson y se graduó de la Universidad de Iowa en 2000.

## Carrera

### 2005-2011
En 2005, Eisenberg y Stupnitsky se unieron al personal de la serie de comedia de NBC The Office, donde permanecieron desde la temporada 2 hasta la 6. Además de escribir, se desempeñó como coproductor ejecutivo y dirigió dos episodios con Eisenberg, "Michael Scott Paper Company" y "The Lover". Aunque no se le atribuye la dirección de "The Lover", tampoco se le atribuye a Eisenberg la dirección de "Michael Scott Paper Company", ya que solo a una persona se le atribuye la dirección del episodio. También dirigieron The Outburst, una serie webisode para The Office. También actuó como uno de los repartidores de Vance Refrigeration (Leo), junto con Eisenberg, presente en varios episodios de The Office. Stupnitsky, junto con Eisenberg, coescribió dos de los episodios más aclamados por la crítica, "Dinner Party" y "Scott's Tots".
Eisenberg y Stupnitsky han trabajado juntos en varios guiones, muchos de los cuales han producido. Junto a Harold Ramis, escribieron el guion de Año Uno, protagonizada por Jack Black y Michael Cera, y se estrenó en 2009. Después de eso, escribieron y produjeron la película Bad Teacher, protagonizada por Cameron Diaz y Justin Timberlake y que tuvo un éxito mundial. Eisenberg y Stupnitsky escribieron un guion para Ghostbusters III, pero finalmente nunca se produjo.

### 2013-presente
En 2013, Eisenberg y Stupnitsky tuvieron un año ajetreado en la televisión y figuraron como dos de los "Overachievers" de la temporada piloto de Deadline Hollywood. Junto con Stephen Merchant, crearon, produjeron y escribieron en la serie de HBO Hello Ladies, que duró solo una temporada y concluyó con un largometraje especial. Ese mismo año, escribieron un piloto para ABC basado en la popular serie de la BBC Pulling, además de actuar como productores en la serie Trophy Wife, que tuvo una temporada en ABC. Además fueron productores ejecutivos de la serie de televisión Bad Teacher para CBS, que se basó en su guion original.
Stupnitsky hizo su debut como director con la exitosa comedia de 2019 Chicos buenos.  Recientemente coescribió y dirigió No Hard Feelings, protagonizada por Jennifer Lawrence y que llegó a los cines en junio de 2023.

## Filmografía

### Películas
| Año  | Título           | Director | Guionista | Productor ejecutivo |
| ---- | ---------------- | -------- | --------- | ------------------- |
| 2009 | Año Uno          | No       | Sí        | No                  |
| 2011 | Bad Teacher      | No       | Sí        | Sí                  |
| 2019 | Chicos buenos    | Sí       | Sí        | No                  |
| 2023 | No Hard Feelings | Sí       | Sí        | No                  |

### Televisión
| Año       | Título          | Director | Guionista | Productor ejecutivo | Notas                                                                                            |
| --------- | --------------- | -------- | --------- | ------------------- | ------------------------------------------------------------------------------------------------ |
| 2005–2010 | The Office      | Sí       | Sí        | Sí                  | 15 episodios (escritor); director en "The Lover" (sin acreditar) y "Michael Scott Paper Company" |
| 2013–2014 | Hello Ladies    | No       | Sí        | Sí                  | También creador                                                                                  |
| 2014      | Bad Teacher     | No       | No        | Sí                  |                                                                                                  |
| 2014      | Trophy Wife     | No       | Sí        | Sí                  | Episodio "Mother's Day"                                                                          |
| 2016      | Gorgeous Morons | No       | Sí        | Sí                  | Película de televisión                                                                           |
| 2017      | Downward Dog    | No       | No        | Sí                  | Episodio "Pilot"                                                                                 |
| 2017      | SMILF           | No       | No        | Sí                  | 9 episodios                                                                                      |
| 2023      | Jury Duty       | No       | No        | Sí                  | También creador                                                                                  |